# 페인티드 버드
《페인티드 버드》(체코어: Nabarvené ptáče)는 2019년 개봉된 전쟁 드라마 영화이다. 바츨라프 마르호울가 감독과 각본을 맡았으며, 저지 코진스키의 동명 소설이 영화의 원작이다. 2019 베네치아 영화제 황금사자상 경쟁후보작, 2019 체코 사자상 작품상 수상작이다.